# Culli jezik
Culli jezik (Code: 0iq, privatna upotreba; culle, linga, kulyi, ilinga), jezik porodice culli koji se govorio u peruanskom departmanu La Libertad, Cajamarca i Ancash, između rijeka Marañón na istoku i sliva rijeke Chicama na sjeveru. Posljednji govornici 1915. žive u provinciji Pallasca na sjeveru departmana Ancash, u gradu Aija, i 1950 u distriktu Tauca.
Prema Kaufmanu (2007) srodan je cholonan jezicima, ali je zbog nedostatka informacija ostao neklasificiran, a po Rivetu i Loukotki čini jednu od 108 južnoameričkih porodica.